# Stockerauer Schnellstraße
Droga ekspresowa S5 – droga ekspresowa w Austrii, w kraju związkowym Dolna Austria, o długości 44,5 km. Łączy autostradę A22 z Krems an der Donau. 